# Wiedmühle

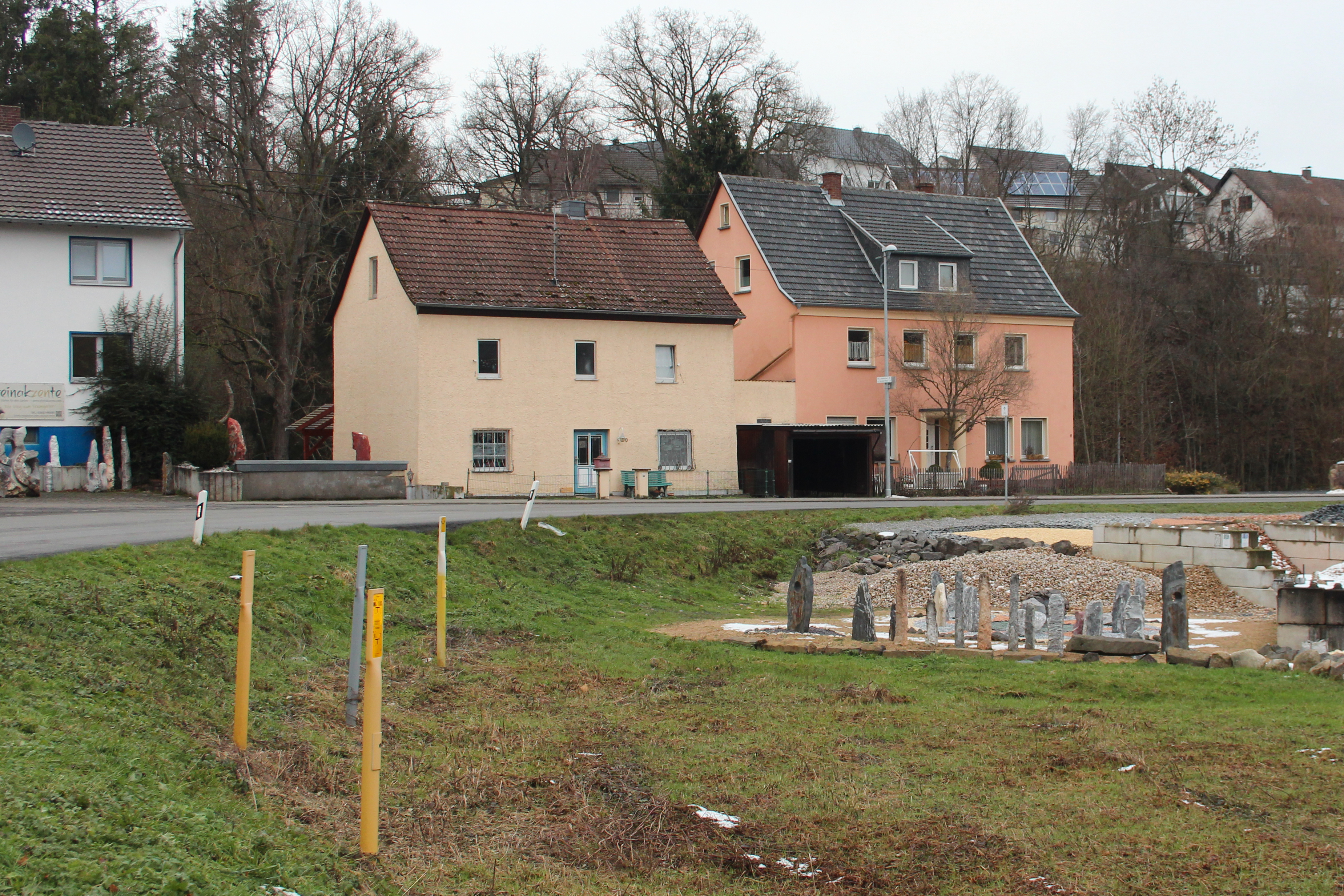
Ansicht von Wiedmühle, im Hintergrund Steeg

Wiedmühle ist ein Ortsteil von Neustadt (Wied) (Verbandsgemeinde Asbach) im Landkreis Neuwied in Rheinland-Pfalz.

## Geographie
Wiedmühle liegt etwa 2 km westlich des Hauptortes Neustadt direkt unterhalb der Wiedtalbrücke der A3 bei 146 m. Der Ort liegt etwa 5 Kilometer entfernt von der Grenze zu Nordrhein-Westfalen. Durch den Ort fließt der Pfaffenbach, der hier als rechter Zufluss in die Wied mündet. Nächstgelegener Ort ist Steeg, ebenfalls Ortsteil von Neustadt (Wied), direkt an Wiedmühle anliegend.
Nächstgelegene Städte sind Linz am Rhein (etwa 10 km), Bad Honnef (etwa 13 km), Bad Hönningen (etwa 13 km). Die Kreisstadt Neuwied liegt etwa 20 km entfernt, Bonn etwa 25 km.

## Geschichte
Bis zum 1. Januar 1969 gehörte Wiedmühle zur dann aufgelösten Gemeinde Elsaffthal und wurde mit der ehemaligen Gemeinde und deren Ortsteilen ein Ortsteil von Neustadt (Wied). 2011 hatte der Ort 70 Einwohner, 2021 waren es 92 Einwohner. Bis in die 1960er-Jahre hatte der Ort einen Bahnhof an der Kasbachtalbahn (auch Wiedtalbahn). Der Wiedmühle betreffende Streckenabschnitt für Personenverkehr wurde im Mai 1960 stillgelegt, der Güterverkehr von Kalenborn nach Wiedmühle wurde im September 1966 aufgegeben.

## Sehenswürdigkeiten
- Wiedmühle, historische Mühle am Pfaffenbach
- Eisenbahnbrücke, Brückenruine über den Pfaffenbach, gehörte zur Kasbachtalbahn

## Verkehr und Infrastruktur
- Der Ort liegt an der im SPNV stillgelegten Kasbachtalbahn von Linz am Rhein nach Flammersfeld.
- Autobahnanschlussstellen der A 3 in der Nähe sind Neustadt (Wied) (Richtung Frankfurt am Main) sowie Bad Honnef/Linz (Richtung Köln).
- Neben der A 3 führt die Schnellfahrstrecke Köln–Rhein/Main der Deutschen Bahn am Ort vorbei sowie die 110-kV-Bahnstromanlage Orscheid–Montabaur.

## Bilder

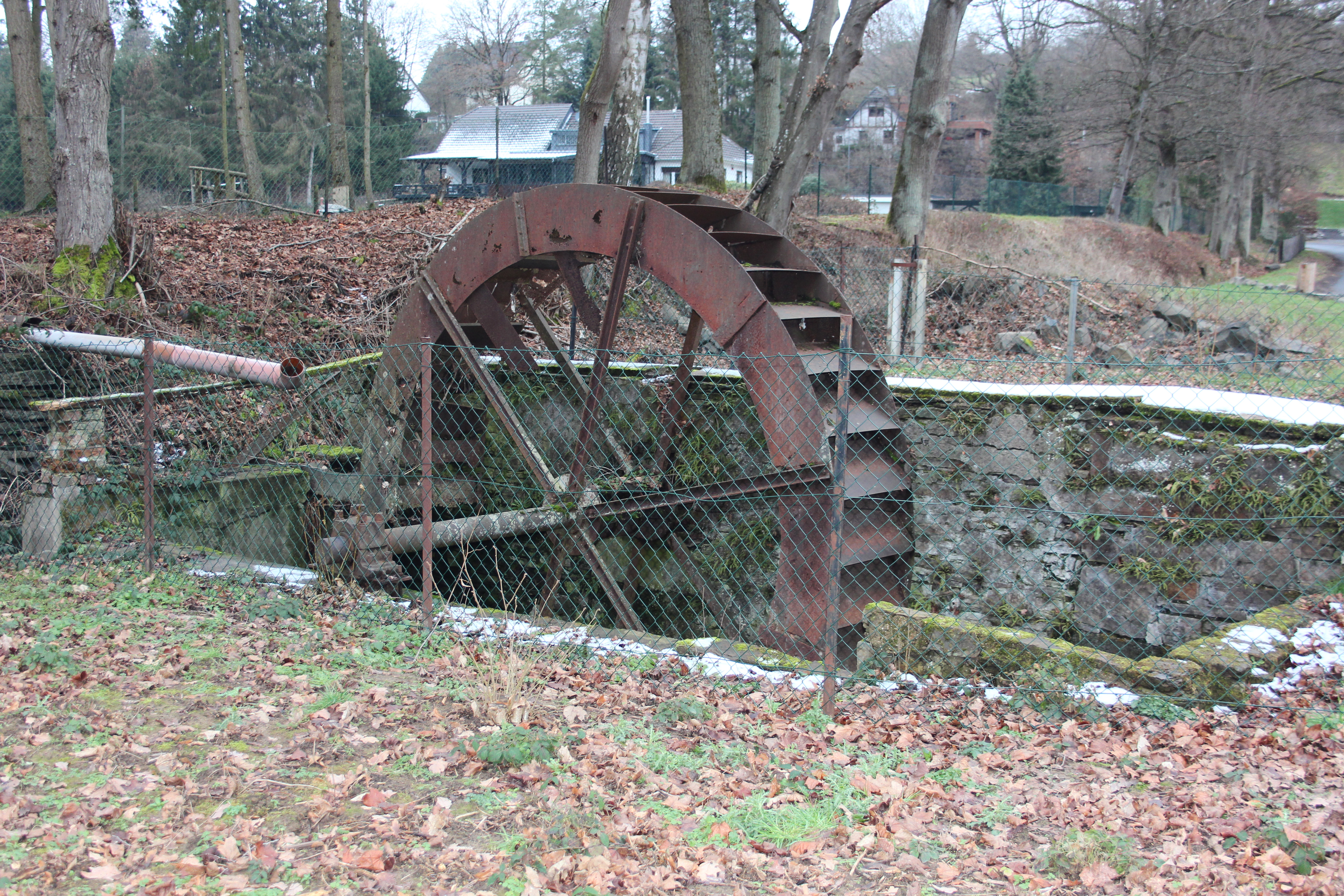
Mühlrad der Wiedmühle am Pfaffenbach
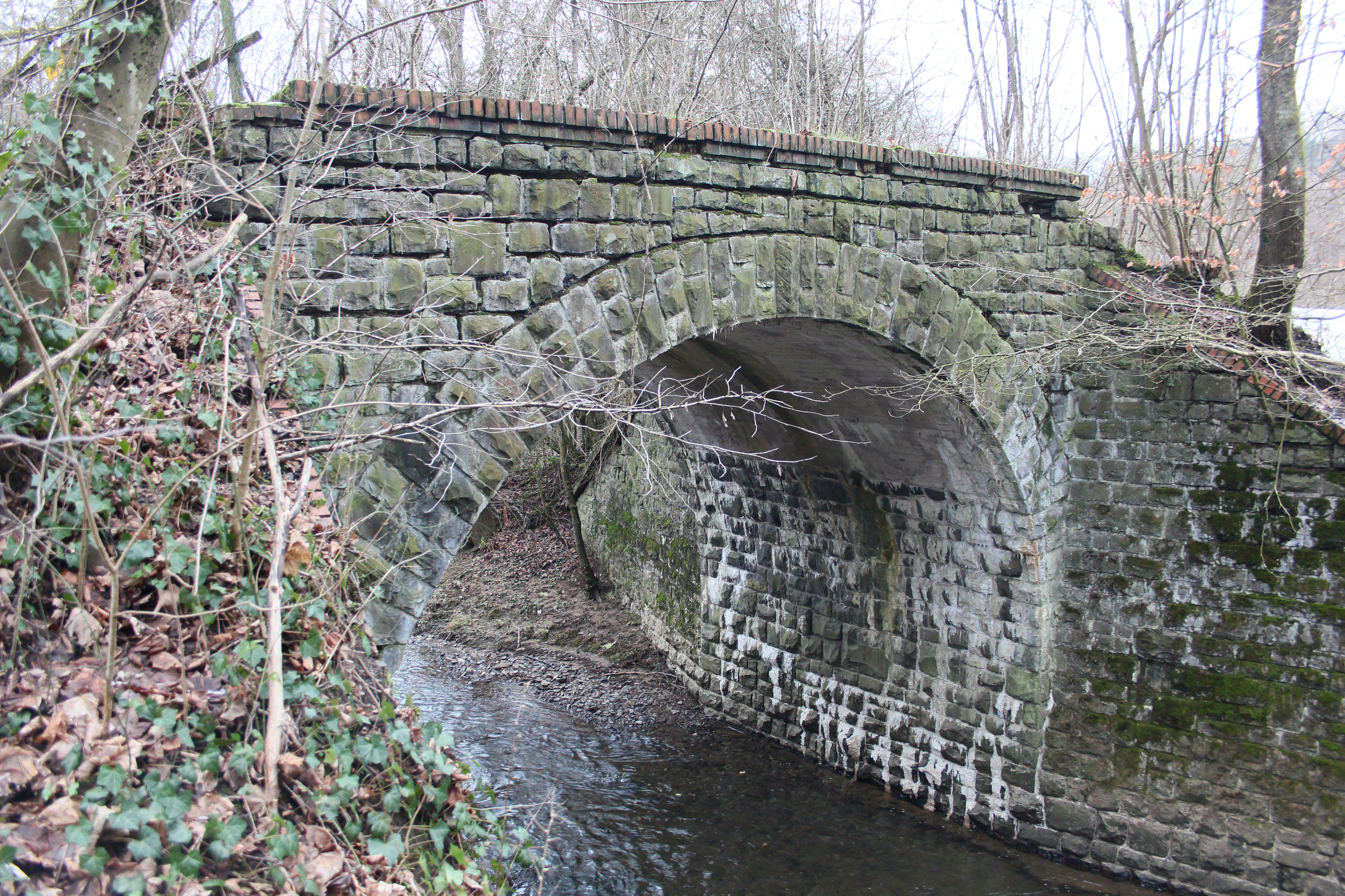
Die Eisenbahnbrücke der ehemaligen Bahnstrecke der Kasbachtalbahn
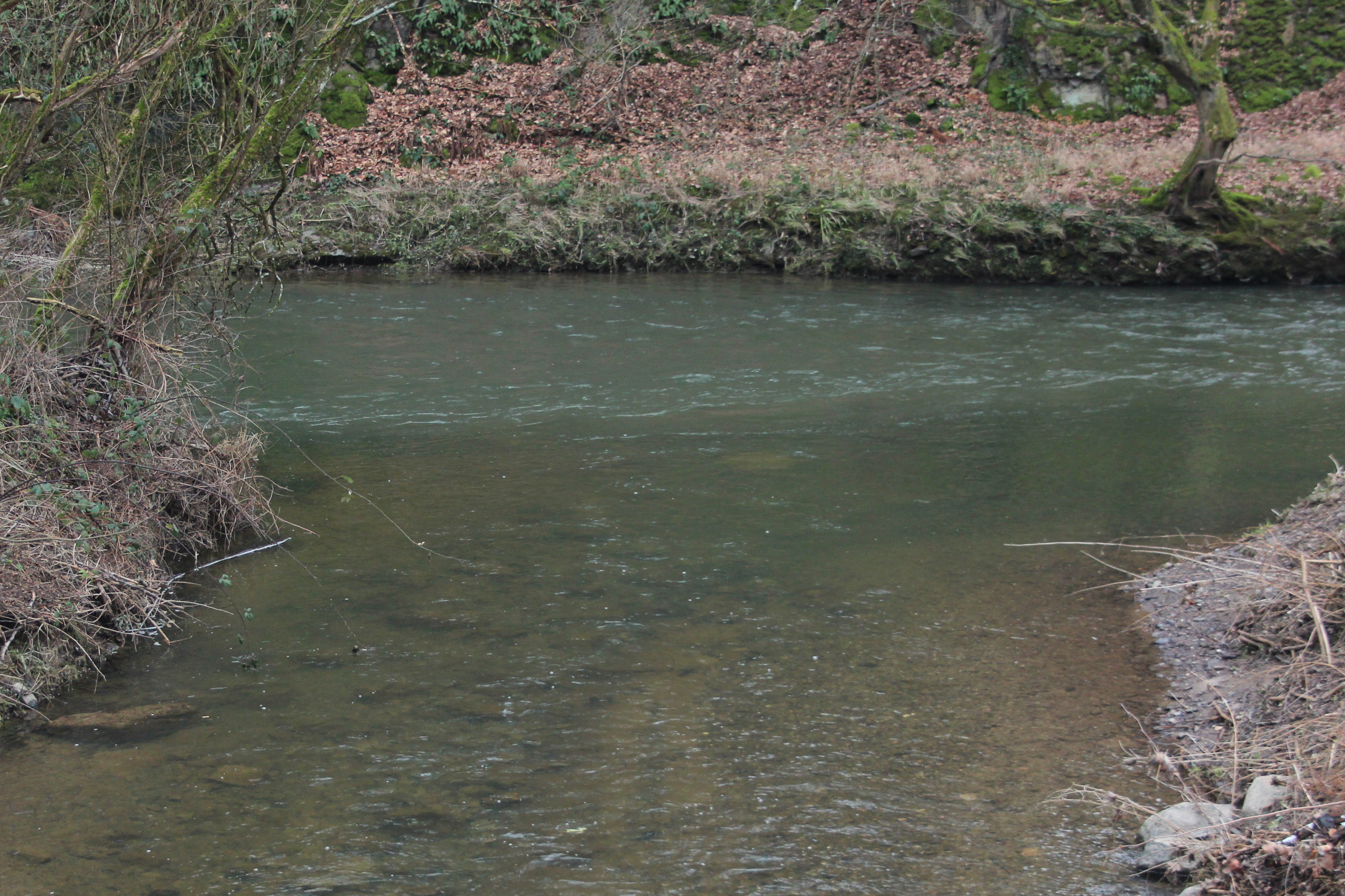
Der Pfaffenbach (unten) bei der Mündung in die Wied